# Brexit: The Uncivil War
Pour plus de détails, voir Fiche technique et Distribution.
Brexit: The Uncivil War est un film britannique réalisé par Toby Haynes, sorti en 2019. Il retrace la campagne précédent le référendum qui a conduit au Brexit au Royaume-Uni en 2016.

## Synopsis
Dominic Cummings, personnalité atypique, est recruté pour être le directeur de la campagne Vote Leave du Brexit. Il se heurte aux parlementaires qui sont sceptiques vis-à-vis de ses méthodes, et fait appel à une société spécialisée dans le micro-ciblage en utilisant les réseaux sociaux.

## Fiche technique
- Titre : Brexit: The Uncivil War
- Réalisation : Toby Haynes
- Scénario : James Graham
- Musique : Daniel Pemberton
- Photographie : Danny Cohen
- Montage : Matthew Cannings
- Production : Lynn Horsford
- Société de production : Baffin Media, Channel 4 Television et House Productions
- Pays :  Royaume-Uni
- Genre : Biopic, drame et historique
- Durée : 92 minutes
- Première diffusion : 
  -  Royaume-Uni : 18 mars 2019

## Distribution
Note : Deux doublages de ce film ont été réalisés. Les premiers noms représentent la version du studio Dubbing Brothers et les seconds, en italique, celle de Nice Fellow, dirigée par Bruno Dubernat.
- Benedict Cumberbatch (VF : Jérémie Covillault ; Constantin Pappas) : Dominic Cummings
- Rory Kinnear (VF : Xavier Fagnon) : Craig Oliver
- Lee Boardman (VF : Frédéric Souterelle ; Gilles Morvan) : Arron Banks
- Richard Goulding (en) : Boris Johnson
- John Heffernan (VF : Éric Legrand) : Matthew Elliott
- Oliver Maltman (VF : Jérôme Wiggins) : Michael Gove
- Simon Paisley Day (VF : Gabriel Le Doze) : Douglas Carswell
- Lucy Russell : Elizabeth Denham
- Paul Ryan : Nigel Farage
- Kyle Soller : Zack Massingham
- Liz White (VF : Sandra Parra ; Patricia Spehar) : Mary Wakefield
- Kate O'Flynn (VF : Stéphanie Hédin) : Victoria Woodcock
- Nicholas Day (VF : Achille Orsoni) : John Mills
- Tim McMullan (VF : Jean-François Lescurat) : Sir Bernard Jenkin
- Richard Durden (VF : Jean-François Lescurat ; Mario Pecqueur) : Sir Bill Cash
- Gavin Spokes (VF : Jean-François Aupied ; Sébastien Ossard) : Andrew Cooper
- Aden Gillett : Robert Mercer
- Mark Dexter : David Cameron (voix)
- Mark Gatiss : Peter Mandelson (voix)

## Distinctions
Le fil a été nommé lors de la 71e cérémonie des Primetime Emmy Awards pour le prix du meilleur téléfilm.